# Аш-Шааби, Фейсал Абд аль-Латиф
 Фейсал Абд аль-Латиф аш-Шааби  (араб.  فيصل عبد الطيف الشعبي ‎, англ.  Faysal Abd al-Latif al-Shaabi; 1935, деревня Шааб султаната Лахжд — 2 апреля 1970, Аден) — йеменский политический и военный деятель, одним из организаторов вооружённой борьбы за независимость Южного Йемена, министр экономики, министр иностранных дел, первый премьер-министр Народной Республики Южного Йемена в 1969 году.

## Биография

### Детство и юность
Родился в 1935 году в деревне Шааб (شعب) района Тор аль-Баха (طور الباحة-) провинции Сабиха (الصبيحة) султаната Лахжд в семье шейха Абд аль-Латифа аш-Шааби.
Его дед Абд аль-Кави Насер получил образование в Турции, а отец одним из первых в протекторате Аден окончил среднюю школу. Шейх Абд аль-Латиф использовал своё образование и влияние, пытаясь объединить племена Сабиха, что вызвало репрессии со стороны султана Лахджа и британских колониальных властей. Шейх был обвинён в заговоре против султана и казнён в Гуте, а его три сына и дочь остались сиротами. Фейсал был взят на воспитание своим дядей, шейхом Мухаммедом Абд аль-Кави, который пользовался огромным уважением и больше был известен в Лахдже как Мухаммад Рашад. Он устроил сына казнённого политического преступника в привилегированную начальную школу «Iron Mountain», в которой учись дети высокопоставленных лиц колониальной администрации и арабских султанов.
После её окончания продолжил образование и был направлен в среднюю школу Аль-Махснейя аль-Абдалийя (араб.  المحسنية العبدلية‎), находившуюся в ведении образовательной миссии Египта, что во многом определило его жизненный путь. Поскольку во время учёбы он проявил хорошие способности, было принято решение отправить его для дальнейшего обучения в Каир. Там Фейсал Абд аль-Латиф поступил в университет Айн-Шамс на факультет экономики и коммерции.

### Приход в политику
Именно в Каире, проникся духом египетской Июльской революции и идеями арабского единства, у него начали складываться политические воззрения. Уже в 1956 году вернувшийся на каникулы студент основал в Адене политическую ячейку, в которую привлёк и своего родственника Кахтана аш-Шааби. Кахтан, женатый на сестре Фейсала, был на 15 лет его старше и занимал высокий пост в султанате, но всё же попал под влияние юноши, которому исполнился только 21 год.
Осенью того же года во время Суэцкого кризиса, вернувшись в Каир, Фейсал Абд аль-Латиф проявил желание воевать с англо-французскими десантами и добровольцем вступил в студенческие бригады. Он также примкнул к полулегальному Движению арабских националистов, созданному в Бейруте в начале 1950-х годов палестинскими студентами и поддерживавшему курс египетского президента Гамаля Абдель Насера, но, постепенно склоняясь к арабскому социализму, выступало против марксизма, который считало несовместимым с арабскими реалиями. По решению руководителей ДАН Фейсал поехал в Дамаск, где прошёл обучение на специальных курсах, и ему была поставлена задача использовать свои ежегодные каникулы, чтобы создать в Южном Йемене филиал движения.
Усилия 24-летнего студента увенчались успехом и летом 1959 года в Адене были организованы ячейки Движения арабских националистов. Фейсал и его друзья Султан Ахмед Омар, Абд аль-Хафиз Каид, Сейф аль-Далиа, Таха Ахмед Макбаль и Али Ахмед Насер аль-Салями начали агитацию в двух созданных англичанами педагогических колледжах и вскоре молодые учителя начали создавать ячейки ДАН по всей территории протектората, даже в самых глухих его районах. Сеть ячеек быстро росла, так как колониальные и местные власти не видели ничего подозрительного в общении учителей с учениками. Когда в феврале 1959 года Великобритания объединила шесть аденских султанатов в Федерацию Южной Аравии, южнойеменский филиал ДАН резко выступил против такой альтернативы независимости. Фейсал убедил Катана аш-Шааби, что националистическая Ассоциация сынов Юга, в которой тот состоял, уклонилась от прежних принципов и национальных целей и теперь вместо единого арабского йеменского государства поддерживает сепаратистский конгломерат султанатов. В октябре 1959 года они уже вместе от имени Движения арабских националистов издали брошюру «Союз эмиратов как имитация арабского единства» (араб.  إتحاد الإمارات المزيف مؤامرة على الوحدة العربية‎), которая считается «первым звонком» к началу вооружённой борьбы за освобождение Юга.
В начале 1960-х Фейсал Абд аль-Латиф отвечал за деятельность всего южнойеменского филиала ДАН. Он продолжал ориентироваться на общеарабское руководство ДАН в Бейруте, которое считало несвоевременным начало одностороннего вооружённого движения в Адене и предлагало прийти к союзу с другими оппозиционными арабскими силами. В это время Фейсал Абд аль-Латиф окончил обучение в Каире, получил степень бакалавра и вернулся на родину. Он устроился на работу в министерство торговли, в котором проработал пять месяцев, но затем, когда политическая ситуация изменилась, перешёл на нелегальное положение для организации подготовки к вооружённой борьбе за независимость.

### Партизанский лидер
В январе 1962 года бывшие непримиримые соперники — отделения ДАН и Партии арабского социалистического возрождения (БААС) — совместно с Конгрессом рабочих профсоюзов Адена выступили с инициативой создания единого Национального фронта. Через год, в июле 1963 года, ДАН взяло на себя создание Национального фронта освобождения оккупированного Юга Йемена, в который вошли 7 оппозиционных организаций, а в августе того же года было сформировано руководство новой организации, в которое вошёл и Фейсал Абд аль-Латиф. Фронт ставил своими целями освобождение Южного Йемена, объединение с Египтом в одно государство и достижение арабского единства.
Вооружённая борьба в Южном Йемене началась 14 октября 1963 года со спонтанного восстания племён в районе Радфан. Фейсал, который продолжал также отвечать за работу йеменского отделения ДАН, следующие два года провёл в повстанческих отрядах Национального фронта. В середине 1965 года по поручению его руководства он выехал в Таиз (Йеменская Арабская Республика) для работы в Генеральном руководстве НФООЮЙ. Тем временем политическая ситуация вновь изменилась. Создание в мае 1965 года контролируемой Северный Йеменом Организации освобождения оккупированного Юга Йемена привело к тому, что теперь большая часть финансовых потоков из Лиги арабских государств, Египта и собственно ЙАР пошла именно к этой организации. В июле 1965 года Фейсал Абд аль-Латиф заявил, что «до настоящего времена Фронт был полностью зависим от финансовой поддержки ОАР» и теперь приходится искать новые источники финансирования. Этот кризис уже к концу года привёл к падению активности партизанских формирований в Адене . Ситуацию осложнило и то, что британским властям удалось раскрыть подпольную сеть фронта, координировавшую вооружённые отряды, и арестовать около 45 кадровых руководителей. Фейсал Абд аль-Латиф вынужден был покинуть Таиз и вернуться на Юг, чтобы восстановить общее командование повстанческими силами.

### Война за независимость
При активном участии и под давлением Египта 13 января 1966 года Национальный фронт и Организация освобождения были объединены во Фронт освобождения оккупированного Юга Йемена (ФЛОСИ). Это соглашение не было признано основными руководителями Национального фронта и уже на следующий день, 14 января генеральный секретарь НФ Кахтан аш-Шааби заявил, что фронт его не признаёт. Фейсал Абд аль-Латиф также решительно выступил против соглашения 13 января, поддержавшие его командиры партизанских частей открыто призывали к выходу из новой организации, а после попытки отнять у них тяжёлое вооружение отношение к ФЛОСИ стало открыто враждебным.
В феврале 1966 года Фейсал вместе с Али Салемом, Мохаммедом Ахмедом аль-Бейши и Мухаммедом Саидом Масобейном приехал в Таиз для того, чтобы встретиться с руководителями Северного Йемена и местных профсоюзов и повлиять на события на Юге. Вскоре он присоединился к делегации Кахтана аш-Шааби, которая 30 января отправилась в Каир, чтобы проинформировать о своей позиции президента Насера. Однако египтяне повели себя не по-дружески: генеральный секретарь Национального фронта освобождения оккупированного Юга Йемена Кахтан аш-Шааби и Фейсал Абд аль-Латиф, один из военных лидеров фронта, были фактически арестованы египетскими властями. Фейсал провёл под арестом в Каире 9 месяцев, но в октябре после посредничества ДАН ему удалось выехать для лечения и встречи с семьёй в Бейрут. Там он отплатил союзникам тем же нарушением обещаний и уехал в эфиопскую Асмэру, оттуда 21 ноября прибыл в Таиз, откуда направился в безвестную северойеменскую деревню Хамр. Именно там 29 ноября 1966 года открылся III съезд НФООЮЙ, на котором он председательствовал.
Съезд 40 голосами против 14 проголосовал за выход Национального фронта из ФЛОСИ и 12 декабря 1966 года это решение было реализовано. Фейсал стал одним из главных организаторов захвата 20 июня 1967 года аденского района Кратер, который восставшие части армии Федерации Южной Аравии удерживали 15 дней.
Однако этот успех был достигнут на фоне открытого военного противостояния между двумя освободительными фронтами. 26 августа 1967 года Фейсал Абд аль-Латиф вместе с Мансуром Матанна Баггашем руководил операциями по свержению султана Хаушаби и поднял знамя Национального фронта над столицей султаната Эль-Мусеймиром. Но в сентябре члены ФЛОСИ убили одного из партизанских лидеров НФ Абдель Наби Мардама, в ответ на что силы Национального фронта задержали четырёх членов ФЛОСИ. Эта акция также не осталась без ответа и во время возвращения на базу Фейсал Абд аль-Латиф аш-Шааби и Ахмед аль-Бейши были захвачены отрядом ФЛОСИ Мухаммеда Хайдара аль-Мараби и переправлены в Таиз. Оттуда они были депортированы египетской разведкой в Каир. Между отрядами фронтов начались бои в аденском пригороде Шейх-Османе, а в ноябре военное противостояние вновь вылилось в военные действия.
Фейсал был освобождён после того, как на переговорах в Каире между фронтами была достигнута договорённость о прекращении огня и обмене арестованными и заложниками. Он вошёл в состав южнойеменской делегации, которая 22 ноября 1967 года начала в Женеве переговоры об условиях предоставления стране независимости. 29 ноября, после достижения соглашения с Великобританией, члены делегации на специально зафрахтованном самолёте вылетели в Аден через Бейрут и Асмэру и уже вечером следующего дня в Адене была провозглашена независимая Народная Республика Южный Йемен.

### На посту премьер-министра
В первом национальном правительстве Южного Йемена он, последние семь лет занимавшийся в основном военными вопросами, занял вполне мирный пост министра экономики, торговли и планирования. На этом посту сделал ставку на развитие национального капитала, привлечение иностранных инвестиций и средств зарубежной йеменской диаспоры. Он предлагал опираться на развитие основных отраслей экономики – сельского хозяйства и рыболовства с использованием доходов от продажи нефти и полезных ископаемых. При этом он настаивал на планировании и координации экономических мероприятий, создании единой нормативно-правовой базы. Такая позиция привела к конфликту с марксистами из левого крыла Фронта, которое заметно усиливало своё влияние и идеи которых Фейсал называл детскими, разрушительными и не имеющими ничего общего с реальностью. Этот конфликт и раскол в Национальном фронте привёл к тому, что он подал в отставку с поста министра. Отставка не была принята, и проблему удалось решить только тогда, когда пост министра экономики, торговли и планирования занял Абдель Малик Исмаил, а Фейсалу было предложено сосредоточиться на работе в Генеральном руководстве Фронта.
В начале 1969 года он был назначен министром иностранных дел. В этот период он издал ряд брошюр, посвященных истории борьбы за освобождение.
Президент НРЮЙ Кахтан аш-Шааби посетил Советский Союз в январе-феврале 1969 года, а в апреле произошло разделение постов президента и главы правительства. 6 апреля 1969 года на вновь учреждённый пост премьер-министра был назначен Фейсал Абд аль-Латиф аш-Шааби . В политических вопросах он оставался сторонником «управляемой революции», национального единства, привлечения к управлению страной и к общественной деятельности всех слоёв населения, независимо от классовой принадлежности и политических взглядов, включая и женщин. Он считал, что политические разногласия должны разрешаться в ходе диалогов, а не становится причиной антиправительственных заговоров. Он выдвинул пять принципов построения независимого Йемена: единство, стратегия национализма и арабское единство, создание единой политической организации, создание эффективной национальной армии, чёткое определения целей и задач на будущее и политические реформы.
Но левое крыло Фронта не удовлетворилось уступками Кахтана аш-Шааби и указывало на назначение на пост премьера родственника президента. Ожесточённые споры продолжались: левые называли правых «отсталыми», правые открыто обвиняли левых в попытках «насадить коммунистические идеи».

### Новая революция
В мае 1969 года во время визита Кахтана в Корейскую Народно-Демократическую Республику Фейсал занял пост вице-президента, исполняющего обязанности президента, что усилило его позиции. Это раздражало левое крыло, которое по-прежнему требовало исполнения решений IV съезда Национального фронта в Зангибаре (март 1968 года), которые предписывали использовать «опыт мировых социалистических режимов».
Равновесие между марксистами и националистами нарушало то, что министр внутренних дел Мухаммед Али Хейтам оказался на стороне левых. Президент Кахтан аш-Шааби после возвращения из поездки в Сирию и без консультаций сместил Хейтама с этого поста. Генеральное руководство фронта собралось на чрезвычайную сессию, осудило решение президента и перешло под контроль левых. Баасисты, традиционные враги Фейсала, Народно-демократический союз и другие организации выступили против правых. Конфликт закончился катастрофой и для президента Кахтана аш-Шааби, и для премьер-министра: 22 июня 1969 года их сместили с постов и отправили под домашний арест.
Карьера Фейсала Абд аль-Латифа в независимом Южном Йемене, за освобождение которого он боролся около десяти лет, завершилась быстро и трагически. На посту премьер-министра его сменил Мухаммед Али Хейтам, на посту министра иностранных дел – будущий лидер страны Али Салем аль-Бейд.

### Конец жизни
В конце ноября 1969 года сессия Генерального руководства Национального фронта исключила из организации бывших лидеров правого крыла – смещённого президента Кахтана аш-Шааби, снятого с поста премьер-министра Фейсала Абд аль-Латифа аш-Шааби и ещё 19 человек. Они оставались под домашним арестом, и дальнейшая судьба свергнутых лидеров страны была неопределённой. Президент Египта Гамаль Абдель Насер, продержавший Фейсала в плену почти год, теперь предлагал новым властям освободить его и обещал тому политическое убежище в Каире. Обеспокоенные судьбой бывшего партизанского командира председатель Революционного совета Алжира полковник Хуари Бумедьен и эмир Кувейта Сабах ас-Салем аль-Мубарак ас-Сабах также пытались добиться его освобождения. Однако никаких арабских лидеров в Адене услышать не захотели.
28 марта 1970 года Фейсала перевели из-под домашнего ареста в аденскую тюрьму Аль-Фатах аль-Рахиб (الفتح الرهيب), а его имущество было конфисковано. В соседнюю с ним камеру № 4 был помещён Кахтан аш-Шааби. В течение шести дней Фейсал подвергался жестоким пыткам, пока руководство Южного Йемена не решило его судьбу.
Он был расстрелян ночью 2 апреля 1970 года в Адене в камере № 5 тюрьмы Аль-Фатах аль-Рахиб. Очевидцы утверждали, что солдаты выпустили в его тело четыре автоматных магазина. Место его захоронения осталось неизвестным. Дочь Фейсала, известная йеменская правозащитница Алия Фейсал Латиф аш-Шааби требовала у властей найти могилу отца. В мае 2013 года начальник политической полиции Йемена генерал-майор Галеб Камиш пригласил её к себе в кабинет и в присутствии своего заместителя Али Мансура Рашида дал просмотреть дело отца, но Алия не нашла в нём никакой информации о казни и захоронении Фейсала.
О лидере национально-освободительной борьбы и первом премьер-министре Южного Йемена не вспоминали даже после объединения двух стран в 1990 году. Только в 1998 году президент Али Абдалла Салех заявил в своей речи в Адене, что Кахтан аш-Шааби и Фейсал Абд аль-Латиф аш-Шааби заслуживают пересмотра отношения к ним и признания их выдающихся заслуг в деле освобождения Юга. В 2011 году во время революции, приведшей к отставке самого Салеха, студенты университета Саны провозгласили Фейсала одним из вождей Октябрьской революции 1963 года. В современном Йемене он почитается как мученик (шахид), национальный герой и борец за независимость страны.

## Семья
Сестра Фейсала была замужем за Кахтаном аш-Шааби и умерла в Сане в 1998 году. Его брат Абдул Кави аш-Шааби провел в тюрьме 10 лет и, выйдя на свободу, женился на вдове Фейсала. В 1982 году Али Насер Мухаммед отказал семье в пособии, однако министр обороны Али Ахмед Антар продолжал покровительствовать семье казнённого, в которой остались сиротами дочь Фейсала и трое его сыновей. Дочь Алия Фейсал Латиф аш-Шааби (род. 28 мая 1969) в 1988 году получила стипендию в Германии, но мать не отпустила её в Европу. Алия окончила Университет Саны, получив специальность психолога, стала бакалавром, а затем магистром, получила известность как правозащитница. Двое старших сыновей Фейсала работают в свободной зоне Адена, младший сын там же, на нефтеперерабатывающем заводе.